# Yên Bình, Vĩnh Tường
Yên Bình là một xã thuộc huyện Vĩnh Tường, tỉnh Vĩnh Phúc, Việt Nam.
Xã có diện tích 6,4 km², dân số năm 1999 là 7292 người, mật độ dân số đạt 1139 người/km².